# L'anello di Cathy
L'anello di Cathy (Cathy's Ring) è un romanzo per ragazzi del 2009 scritto da Sean Stewart e Jordan Weisman ed edito in Italia nello stesso anno da Mondadori. È il terzo e ultimo volume della trilogia iniziata con Il diario di Cathy e proseguita con Il segreto di Cathy, che racconta le avventure della diciottenne Cathy Vickers.

## Trama
In una calda notte estiva, subito dopo gli avvenimenti del secondo libro, Cathy trova nel giardino di casa sua una banda di sicari morti che portano al collo monete cinesi identiche a quella che Victor le ha regalato un paio di giorni prima dopo essere fuggiti dal funerale di Zietta Joe.
La ragazza chiama il suo fidanzato che le spiega che quei sicari fanno parte di una banda sul libro paga dell'Antenato Lu, il Drago di Giada e che quella moneta che lui ha rubato a uno di loro è il loro simbolo.
Cathy terrorizzata chiama Emma per metterla in guardia, ma la ragazza è già a casa di Pete perché aveva notato quei tizi sotto casa sua.
In un lampo di lucidità Cathy si rende conto che l'Antenato Lu vuole ucciderla e non i fermerà davanti a niente e a nessuno, si rende conto che è disposto perfino a uccidere le persone a lei più vicine.
L'unica cosa che resta da fare è fuggire, così elabora, in segreto, un piano: ha appena ricevuto una telefonata da Jewel che le chiede di far tornare suo fratello in Texas, il posto più sicuro per lui, così Cathy decide di fuggire con il ragazzo e nascondersi da qualche parte per poter sopravvivere e mettere contemporaneamente al sicuro sua madre e i suoi amici.
In ospedale espone a Denny il suo piano e il ragazzo acconsente ad aiutarla, così la mattina dopo Cathy e Denny partono e la ragazza litiga al telefono col padre, che vorrebbe che lei rimanesse accanto a sua madre e decidesse di rinunciare a Victor.
Con una scusa Denny la convince a fermarsi per la colazione in un bar dove incontra Victor, Pete e Emma che sono stati avvertiti da Denny e i cinque iniziano a elaborare un piano per far fuori l'Antenato Lu grazie al siero che Cathy è riuscita a sottrarre a Jewel.
Cathy però è arrabbiata con Victor e non si fida di lui perché non le ha detto che ha incaricato June di vegliare su di lei, perciò va in bagno per pensare e li viene attaccata da un esponente del Drago di Giada. Per fortuna accorre in suo aiuto June che sta dalla loro parte perché contraria al lavoro di suo padre.
Si trasferiscono tutti in un altro locale dove c'è il Wi-fi in modo tale da permettere a Pete ed Emma di violare i database del Drago di Giada e avere un vantaggio su Lu.
Lì Victor si ubriaca, anche se secondo Emma sarebbe impossibile per un immortale, perché dovrebbe metabolizzare l'alcol all'istante.
Grazie a Pete scoprono che i sicari dell'Antenato Lu credono di aver individuato Cathy all'interno di un hotel, ma in realtà non sanno che quella è Jewel che si è solo finta Cathy.
Emma, Pete, Victor, Cathy, June e Danny si recano quindi a San Francisco, all'hotel e li si dividono.
Emma e Pete cercano un locale col Wi-fi per poter intercettare le chiamate del Drago di Giada, Victor e June, gli unici due che possono tenere testa in un corpo a corpo con un gruppo di immortali si recano al ristorante dell'Antenato Lu per trovare Jewel e Cathy e Denny rimangono nella camera d'albergo nell'improbabile caso in cui jewel tornasse. Lì, vinti dalla paura, finiscono per baciarsi.
Emma e Pete intanto tornano all'hotel perché hanno ricevuto una chiamata da June perché Victor sta parecchio male, è stato infatti colpito di striscio da un proiettile alla testa e confessa che per riacquistare la fiducia di Cathy ha preso il siero e adesso è un mortale.
Sconvolta, più che dalla notizia dal senso di colpa, Cathy fugge e grazie a uno degli Otto Immortali, L'uomo che Piega la Carta, scopre dove si trova Jewel, così la raggiunge e insieme vanno a cercare l'Antenato Lu per farlo fuori.
Lu è in un parco privato dove sta facendo una festa per Sorellina, la figlioletta mortale, così, per potersi avvicinare, Jewel e Cathy si travestono da pagliacci, am prima che possano spruzzare il siero addosso all'Antenato Lu sono scoperte e prigioniere dell'immortale.
A quel punto giunge Michael Vickers, il padre di Cathy, che cerca inutilmente di convincere Lu a risparmiare sua figlia, quando all'improvviso compaiono Emma, Pete, Danny e June che li hanno raggiunti.
Dopo un breve dialogo con l'Antenato Lu, Emma dichiara di averlo sconfitto perché è riuscita  corrompere un cameriere e gli ha affatto versare una parte del siero nel succo d'arancia. L'Antenato Lu non è più una minaccia.
Ormai la festa è finita e Cathy e Victor si ritrovano seduti vicini a parlare di ciò che è accaduto.
Cathy confessa di aver baciato Denny ma quest'ultimo aveva già informato Victor che le spiega che non ha alcuna intenzione di perdere l'amore della sua vita per uno stupido episodio e le regale un anello:
"consideralo una promessa" le dice prima di baciarla.